# 차오시구 (스자좡시)

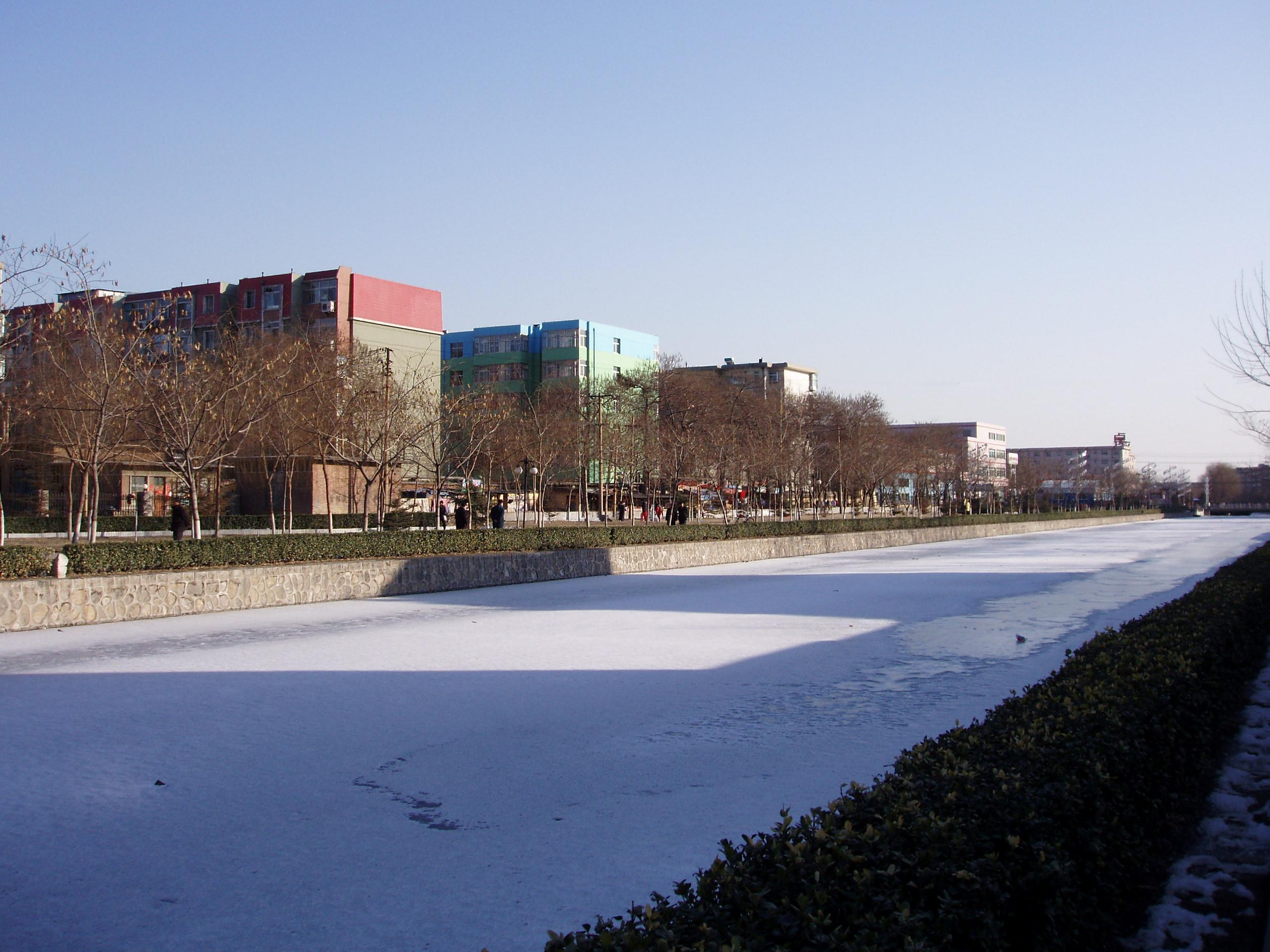

차오시구(한국어: 교서구, 중국어: 桥西区, 병음: Qiáoxī Qū)는 중화인민공화국 허베이성 스자좡 시의 행정구역이다. 넓이는 53km2이고, 인구는 2007년 기준으로 500,000명이다.

## 행정 구역
11개 가도, 1개 향을 관할한다.
- 가도: 东里街道, 中山路街道, 南长街道, 维明街道, 裕西街道, 友谊街道, 红旗街道, 新石街道, 苑东街道, 西里街道, 振头街道
- 향: 留营乡